# Лорел (Монтана)
Лорел (англ. Laurel) — місто (англ. city) в США, в окрузі Єллоустоун штату Монтана. Населення — 7222 особи (2020).

## Географія
Лорел розташований за координатами 45°40′26″ пн. ш. 108°46′14″ зх. д. / 45.67389° пн. ш. 108.77056° зх. д. (45.673868, -108.770434).  За даними Бюро перепису населення США в 2010 році місто мало площу 5,55 км², уся площа — суходіл.

### Клімат
| Клімат : Лорел          | Клімат : Лорел | Клімат : Лорел | Клімат : Лорел | Клімат : Лорел | Клімат : Лорел | Клімат : Лорел | Клімат : Лорел | Клімат : Лорел | Клімат : Лорел | Клімат : Лорел | Клімат : Лорел | Клімат : Лорел | Клімат : Лорел |
| Показник                | Січ.           | Лют.           | Бер.           | Квіт.          | Трав.          | Черв.          | Лип.           | Серп.          | Вер.           | Жовт.          | Лист.          | Груд.          | Рік            |
| Абсолютний максимум, °C | 20,0           | 22,2           | 26,7           | 32,2           | 35,6           | 40,6           | 42,2           | 40,6           | 39,4           | 32,2           | 25,0           | 22,8           | 42,2           |
| Середній максимум, °C   | 0,6            | 4,4            | 8,9            | 14,4           | 19,4           | 25,6           | 30,0           | 28,9           | 22,2           | 15,0           | 6,1            | 1,7            | 14,8           |
| Середній мінімум, °C    | −9,4           | −6,7           | −3,3           | 1,7            | 6,7            | 11,7           | 14,4           | 13,9           | 8,3            | 2,8            | −3,3           | −7,8           | 2,5            |
| Абсолютний мінімум, °C  | −34,4          | −38,9          | −28,3          | −20,6          | −10            | 0,0            | 5,0            | 1,7            | −5,6           | −21,7          | −30            | −35,6          | −38,9          |
| Норма опадів, мм        | 21             | 15             | 28             | 44             | 63             | 48             | 33             | 22             | 34             | 32             | 19             | 17             | 375            |
| ----------------------- | -------------- | -------------- | -------------- | -------------- | -------------- | -------------- | -------------- | -------------- | -------------- | -------------- | -------------- | -------------- | -------------- |
| Джерело:                |                |                |                |                |                |                |                |                |                |                |                |                |                |

## Демографія
Згідно з переписом 2010 року, у місті мешкало 6718 осіб у 2790 домогосподарствах у складі 1765 родин. Густота населення становила 1210 осіб/км².  Було 2943 помешкання (530/км²).
Расовий склад населення:
| - 95,3 % — білих - 1,5 % — корінних американців - 0,4 % — чорних або афроамериканців - 0,4 % — азіатів |

До двох чи більше рас належало 2,1 %. Частка іспаномовних становила 3,0 % від усіх жителів.
За віковим діапазоном населення розподілялося таким чином: 25,3 % — особи молодші 18 років, 58,8 % — особи у віці 18—64 років, 15,9 % — особи у віці 65 років та старші. Медіана віку мешканця становила 37,0 року. На 100 осіб жіночої статі у місті припадало 92,3 чоловіків;  на 100 жінок у віці від 18 років та старших — 91,0 чоловіків також старших 18 років.
Середній дохід на одне домашнє господарство  становив 56 194 долари США (медіана — 50 143), а середній дохід на одну сім'ю — 68 971 долар (медіана — 62 535). Медіана доходів становила 45 561 долар для чоловіків та 26 458 доларів для жінок. За межею бідності перебувало 9,0 % осіб, у тому числі 11,4 % дітей у віці до 18 років та 9,1 % осіб у віці 65 років та старших.
Цивільне працевлаштоване населення становило 3432 особи. Основні галузі зайнятості: освіта, охорона здоров'я та соціальна допомога — 16,2 %, мистецтво, розваги та відпочинок — 15,8 %, роздрібна торгівля — 14,7 %.